# Файнгольд, Марко
Марко М. Фейнгольд (1913—2019) — австрийский общественный деятель, глава еврейской общины Зальцбурга, был узником нацистских концлагерей и являлся старейшим австрийцем, пережившим Холокост.

## Биография
Марко Файнгольд родился 28 мая 1913 году в Австро-Венгрии (ныне город Банска-Бистрица, Словакия). Он вырос в Леопольдштадте, Вена. Учился в школе предпринимательства. Работал в Вене. Потеряв работу, вместе с братом путешествовал по Италии.
В 1938 году он был арестован в Вене, но ему удалось бежать в Прагу. Там он был задержан и выслан в Польшу, откуда он вернулся с поддельными бумагами обратно в Прагу. В 1939 году его снова арестовали и депортировали в концлагерь в Освенциме. Он также был заключен в концлагерь в Нойенгамме и Дахау, наконец, концентрационный лагерь Бухенвальд в 1941 году, где он оставался до своего освобождения в 1945 году.
После войны Файнгольд в Зальцбург, где и остался жить. Между 1945 и 1948 годами он помогал выжившим евреям, которые жили в лагерях для перемещенных лиц в Зальцбурге. Работал с организацией еврейских беженцев «Бриха», которое занималось эмиграцией евреев из Европы в Палестину.
С 1946 по 1947 год Файнгольд был президентом еврейской общины в Зальцбурге. Бывший член Социалистической партии Австрии, он покинул её из-за антисемитского наследия Карла Реннера (которого затем критиковал в 2013 и 2018), но затем стал почётным членом. Вскоре после выхода на пенсию в 1977 году он стал вице-президентом, а затем, в 1979 году, снова президентом еврейской общины. После выхода на пенсию он прочитал много лекций о своем пребывании в концентрационных лагерях, Холокосте и иудаизме.
Марко Файнгольд скончался от воспаления легких 19 сентября 2019 года в Зальцбурге. «Он пережил террор нацистского режима, был важным свидетелем того времени», — заявил президент Австрии Александр Ван дер Беллен.

## Награды и премии
- Decoration for Services to the Liberation of Austria (1977)
- Silver Medal for Services to the Republic of Austria (1985)
- Civil Letter of the City of Salzburg (1985)
- Medal of the City of Salzburg coat of arms in gold (1988)
- Golden Cross of Merit of the Federal State of Salzburg (1988)
- Appointed Councillor (1991)
- Honorary cup of Salzburg (1993)
- Golden Medal of Honour of the Province of Salzburg (1998)
- Ring of the City of Salzburg (2003)
- Honorary Citizen of the city of Salzburg (2008)
- Kurt Schubert Memorial Award (2010)
- Golden Ring of Honour of the University of Salzburg (2012)